# Première circonscription de la préfecture de Hyōgo
La première circonscription de la préfecture de Hyōgo (兵庫県第1区, Hyōgo-ken dai-ikku) est l'une des douze circonscriptions législatives que compte la préfecture de Hyōgo au Japon.

## Description géographique
La première circonscription de la préfecture de Hyōgo correspond aux arrondissements de Higashinada, Nada et Chūō de la ville de Kobe,.

## Députés
| Législature | Début de mandat | Fin de mandat | Député élu             | Parti politique | Parti politique |
| ----------- | --------------- | ------------- | ---------------------- | --------------- | --------------- |
| 41e         | 1996            | 2000          | Hajime Ishii (ja)      |                 | Shinshintō      |
| 42e         | 2000            | 2003          | Hajime Ishii (ja)      |                 | PDJ             |
| 43e         | 2003            | 2005          | Keisuke Sunada (ja)    |                 | PLD             |
| 44e         | 2005            | 2009          | Masahito Moriyama (ja) |                 | PLD             |
| 45e         | 2009            | 2012          | Masae Ido (ja)         |                 | PDJ             |
| 46e         | 2012            | 2014          | Masahito Moriyama      |                 | PLD             |
| 47e         | 2014            | 2017          | Nobuhiko Isaka (ja)    |                 | Ishin           |
| 48e         | 2017            | 2021          | Masahito Moriyama      |                 | PLD             |
| 49e         | 2021            | 2024          | Nobuhiko Isaka         |                 | PDC             |
| 50e         | 2024            | -             | Nobuhiko Isaka         |                 | PDC             |